# Mesobracon concolor
Mesobracon concolor är en stekelart som beskrevs av Szepligeti 1906. Mesobracon concolor ingår i släktet Mesobracon och familjen bracksteklar. Inga underarter finns listade i Catalogue of Life.